# 尾澤辰夫
尾澤 辰夫（おざわ たつお、1904年〈明治37年〉 - 1941年〈昭和16年〉10月6日）は、日本の画家。二科会所属。姓の「澤」は「沢」の旧字体のため、尾沢 辰夫（おざわ たつお）とも表記される。

## 概要
愛知県出身の洋画家である。1924年（大正13年）から1941年（昭和16年）にかけて活躍した。西村千太郎、市野長之介らと並び、1930年代にさかんとなった「名古屋のシュルレアリスム」を代表する一人である。

## 来歴

### 生い立ち
1904年（明治37年）、大日本帝国の愛知県にて生まれた。画家の鈴木不知が愛知県名古屋市にて主宰する名古屋洋画研究所に入門し、洋画を学んだ。このとき、西村千太郎、小澤不撓美、高木亀雄、市野長之介らと出逢い、互いに切磋琢磨するなど交友を深めた。
なお、当時の愛知県の画壇は、超現実主義の勃興前夜であった。愛知県在住の詩人である山中散生がフランスの超現実派と書簡で頻繁に交流していたことから、愛知県には東京府を経由せずともフランスの超現実主義に関する情報が直接もたらされていた。同じく愛知県在住の画家である下郷羊雄も超現実主義に関心を持っていたが、山中との出会いを通じてその思想に傾倒し、やがて愛知県における超現実派の中心人物となっていった。その結果、愛知県の文化人らの間で超現実主義のムーブメントが興り、特に愛知県名古屋市は当時の超現実派の一大拠点となった。

### 画家として

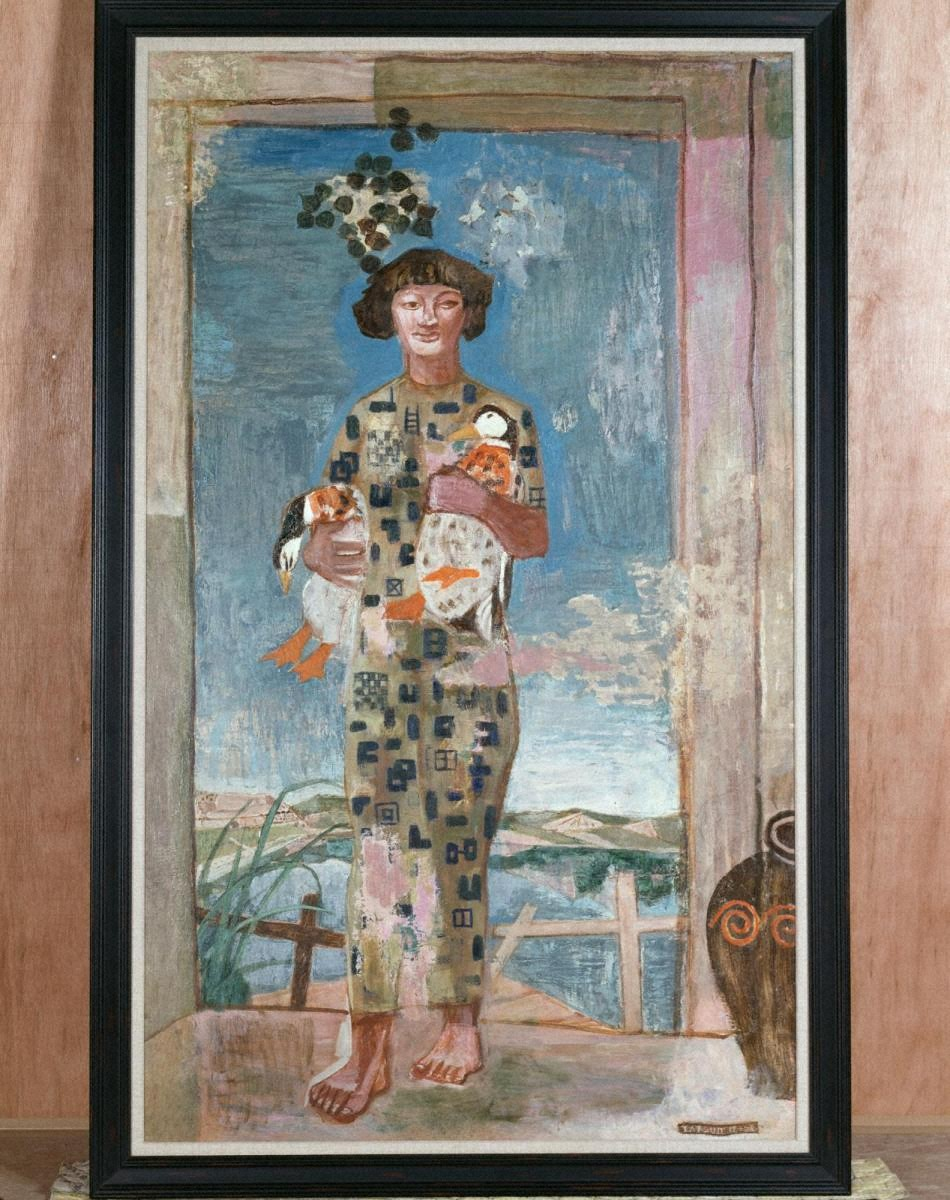
尾澤辰夫筆『鴨』1938年。

こうした愛知県の画壇の潮流のなか、尾澤も超現実主義を探求していく。1923年（大正12年）、尾澤や同門の西村千太郎ら若手10名が集まって「アザミ会」を結成し、帝展の鶴田吾郎を顧問として推戴した。また、1928年（昭和3年）には、西村ら同門の画家とともに「フォーブ美術協会」を結成した。やがてアザミ会やフォーブ美術協会のメンバーは、愛知県出身の画家である横井禮市の下、二科会で活動するようになった。横井は上京して画壇で活躍していたが、病を得た妻の療養のため帰郷しており、1930年（昭和5年）、愛知県名古屋市に緑ヶ丘洋画研究所を設立している。尾澤は横井からも洋画を学んだ。1932年（昭和7年）には、西村とともにフォーブ美術協会を退会し、新たなグループとして「美術新選手」を結成した。
こうした運動を通じて、尾澤は1930年代の名古屋の超現実派を代表する一人と目されるようになる。しかし、1941年（昭和16年）に死去した。最も期待していた尾澤が早逝したため、横井禮市は大いに落胆したという。

## 作品
1941年（昭和16年）に太平洋戦争が勃発したことから、戦火の中で尾澤の多くの作品が失われていった。愛知県美術館の調査によれば、戦火を潜り抜け21世紀まで残存した作品はわずか2点とされている。だが、生前の活躍から、尾澤は名古屋の超現実派の重要人物と位置づけられている。1938年に発表された油彩画である『鴨』は、愛知県美術館に収蔵されており、かつては常設展示されていた。

## 略歴
- 1904年 - 愛知県にて誕生。
- 1923年 - アザミ会結成[6]。
- 1928年 - フォーブ美術協会結成[8]。
- 1932年 - フォーブ美術協会退会[3]。
- 1932年 - 美術新選手結成[3]。
- 1941年 - 死去[2]。

## 師匠
- 鈴木不知
- 横井礼以

### 註釈
1. ↑  横井禮市は、のちに筆名を横井礼以に改めている。
2. ↑  二科会は、のちに公益社団法人二科会の源流の一つとなった。

## 関連人物
- 下郷羊雄
- 鶴田吾郎
- 西村千太郎
- 山中散生

## 関連文献
- 服部徳次郎編著『愛知画家名鑑』愛知画家顕頌会、1997年。NCID BA30405322
- 中山真一著『愛知洋画壇物語』PART2、風媒社、2016年。ISBN 9784833145916